# Шосен (Јура)
Шосен (фр. Chaussin) насеље је и општина у источној Француској у региону Франш-Конте, у департману Јура која припада префектури Доле.
По подацима из 2011. године у општини је живело 1637 становника, а густина насељености је износила 97,32 становника/km². Општина се простире на површини од 16,82 km². Налази се на средњој надморској висини од 191 метар (максималној 214 m, а минималној 183 m).

## Демографија
| 1962. | 1968. | 1975. | 1982. | 1990. | 1999. | 2011. |
| ----- | ----- | ----- | ----- | ----- | ----- | ----- |
| 1.208 | 1.282 | 1.274 | 1.487 | 1.587 | 1.579 | 1.637 |

График промене броја становника у току последњих година